# Hampsonodes naevia
Hampsonodes naevia là một loài bướm đêm trong họ Noctuidae.